# Neruda Volley 2014-2015
Questa voce raccoglie le informazioni riguardanti il Neruda Volley nelle competizioni ufficiali della stagione 2014-2015.

## Stagione
La stagione 2014-15 è per il Neruda Volley, sponsorizzato dalla Volksbank Südtirol e portando nella denominazione la città di Bolzano, dove gioca le partite interne, è la seconda consecutiva in Serie A2: viene confermato l'allenatore Fabio Bonafede, mentre la rosa è completamente stravolta rispetto alla stagione precedente con le uniche conferme di Kathrin Waldthaler, Noemi Porzio, Valeria Papa e Sara Bertolini. Tra gli arrivi quelli di Lucia Bacchi, Elena Gabrieli, Anna Kajalina, Lena Möllers e Vittoria Repice e tra le cessioni quelle di Francesca Gentili, Sara Menghi, Natal'ja Korobkova e Maria Luisa Cumino.
Nel girone di andata del campionato la squadra di Bronzolo coglie tutte vittorie, eccetto una sola sconfitta, all'undicesima giornata, finita 3-2 per la Polisportiva Filottrano Pallavolo: si piazza quindi al primo posto in classifica, utile per accedere alla Coppa Italia di categoria. Il girone di ritorno si apre con tre tie-break consecutivi, due vinti ed uno perso: continua poi la serie di gare vinte con un'altra sola sconfitta alla ventunesima giornata contro la Pro Victoria: il Neruda Volley chiude quindi la regular season confermando il primo posto in classifica, ottenendo per la prima volta la promozione in Serie A1.
Il primo posto al termine del girone di andata del campionato permette al Neruda Volley di partecipare alla Coppa Italia di Serie A2; nei quarti di finale sfida il Pavia Volley e dopo aver perso per 3-2 la gara di andata vince per 3-1 quella di ritorno, accedendo alle semifinali per un miglior quoziente set: la stessa situazione si verifica anche nelle semifinali dove a capitolare è la Trentino Rosa. La finale della competizione si gioca contro la Beng Rovigo Volley ed è proprio la squadra altoatesina ad avere la meglio vincendo per 3-0 ed aggiudicandosi il primo trofeo della sua storia.

## Organigramma societario
Area direttiva
- Presidente: Rodolfo Favretto
- Vicepresidente: Tiziana Da Damos
- Direttore generale: Luca Porzio

Area organizzativa
- Team manager: Gertraud Fink

Area tecnica
- Allenatore: Fabio Bonafede
- Allenatore in seconda: Marco Donzella
- Scout man: Roberto Menegolo

Area comunicazione
- Ufficio stampa: Paolo Florio
- Webamster: Alan Conti
- Fotografo: Thomas Benelli

Area sanitaria
- Medico: Fabio Varesco
- Preparatore atletico: Dino Bort
- Fisioterapista: Stephan Dal Ri

## Rosa
| N° | Nome               | Ruolo | Data di nascita   | Nazionalità sportiva |
| -- | ------------------ | ----- | ----------------- | -------------------- |
| 1  | Giulia Bresciani   | L     | 27 settembre 1992 | Italia               |
| 2  | Greta Filippin     | L     | 23 aprile 1998    | Italia               |
| 3  | Aurora Bonafini    | P     | 28 maggio 1993    | Italia               |
| 4  | Francesca Trevisan | S     | 22 settembre 1995 | Italia               |
| 5  | Elena Gabrieli     | C     | 26 luglio 1992    | Italia               |
| 7  | Anna Kajalina      | S/O   | 8 marzo 1991      | Estonia              |
| 8  | Giuditta Lualdi    | C     | 13 settembre 1995 | Italia               |
| 9  | Valeria Papa       | S     | 9 settembre 1989  | Italia               |
| 10 | Sara Bertolini     | C     | 10 maggio 1991    | Italia               |
| 11 | Vittoria Repice    | C     | 1º giugno 1986    | Italia               |
| 12 | Lucia Bacchi       | S     | 4 gennaio 1981    | Italia               |
| 13 | Noemi Porzio       | S     | 8 luglio 1984     | Italia               |
| 15 | Lena Möllers       | P     | 6 gennaio 1990    | Germania             |
| 16 | Tiziana Veglia     | C     | 13 settembre 1992 | Italia               |
| 17 | Kathrin Waldthaler | S/O   | 19 febbraio 1990  | Italia               |

## Mercato
| Acquisti | Acquisti           | Acquisti       | Acquisti   |
| R.       | Nome               | da             | Modalità   |
| -------- | ------------------ | -------------- | ---------- |
| S        | Lucia Bacchi       | Casalmaggiore  | definitivo |
| P        | Aurora Bonafini    | Trentino Rosa  | definitivo |
| L        | Giulia Bresciani   | Casarza Ligure | definitivo |
| L        | Greta Filippin     | giovanili      | definitivo |
| C        | Elena Gabrieli     | Le Cannet      | definitivo |
| S/O      | Anna Kajalina      | Flero          | definitivo |
| P        | Lena Möllers       | AGIL           | definitivo |
| C        | Giuditta Lualdi    | Junior Casale  | definitivo |
| C        | Vittoria Repice    | New Libertas   | definitivo |
| S        | Francesca Trevisan | LeAli          | definitivo |
| C        | Tiziana Veglia     | New Libertas   | definitivo |

| Cessioni | Cessioni           | Cessioni             | Cessioni   |
| R.       | Nome               | a                    | Modalità   |
| -------- | ------------------ | -------------------- | ---------- |
| S        | Sara Ceron         | Forlì                | definitivo |
| P        | Maria Luisa Cumino | Forlì                | definitivo |
| C        | Giorgia Favretto   | ?                    | definitivo |
| S/O      | Djanet Fogagnolo   | -                    | ritirata   |
| C        | Francesca Gentili  | Idea                 | definitivo |
| P        | Camilla Giora      | Libertas Martignacco | definitivo |
| O        | Natal'ja Korobkova | Generika             | definitivo |
| L        | Marta Medaglioni   | San Vito             | definitivo |
| C        | Sara Menghi        | Savino Del Bene      | definitivo |
| L        | Alessia Zancanaro  | Argentario           | definitivo |

## Risultati

### Serie A2

#### Girone di andata
| 1ª giornata - 1º novembre 2014 Centro Pavesi, Milano           | Club Italia     | 0 - 3 | Neruda                 | 22-25, 21-25, 16-25               |
| 2ª giornata - 9 novembre 2014 PalaResia, Bolzano               | Neruda          | 3 - 0 | Piacentina             | 25-16, 25-18, 25-21               |
| 3ª giornata - 16 novembre 2014 PalaJacazzi, Aversa             | Libertas Aversa | 0 - 3 | Neruda                 | 19-25, 12-25, 17-25               |
| 4ª giornata - 23 novembre 2014 Palazzetto dello Sport, Caserta | VolAlto Caserta | 1 - 3 | Neruda                 | 19-25, 25-21, 17-25, 20-25        |
| 6ª giornata - 7 dicembre 2014 PalaResia, Bolzano               | Neruda          | 3 - 2 | Obiettivo Risarcimento | 21-25, 26-24, 27-29, 25-20, 15-12 |
| 7ª giornata - 10 dicembre 2014 PalaScoppa, Soverato            | Soverato        | 0 - 3 | Neruda                 | 25-27, 16-25, 19-25               |
| 8ª giornata - 14 dicembre 2014 PalaResia, Bolzano              | Neruda          | 3 - 1 | Pro Victoria           | 18-25, 27-25, 27-25, 25-14        |
| 9ª giornata - 21 dicembre 2014 Geopalace, Olbia                | Hermaea         | 1 - 3 | Neruda                 | 20-25, 21-25, 25-21, 16-25        |
| 10ª giornata - 26 dicembre 2014 PalaResia, Bolzano             | Neruda          | 3 - 0 | Pavia                  | 25-19, 25-20, 25-12               |
| 11ª giornata - 4 gennaio 2015 PalaBaldinelli, Osimo            | Filottrano      | 3 - 2 | Neruda                 | 25-21, 16-25, 21-25, 25-21, 19-17 |
| 12ª giornata - 11 gennaio 2015 Palazzetto dello Sport, Rovigo  | Beng Rovigo     | 1 - 3 | Neruda                 | 22-25, 23-25, 25-14, 11-25        |
| 13ª giornata - 18 gennaio 2015 PalaResia, Bolzano              | Neruda          | 3 - 0 | Trentino Rosa          | 25-23, 26-24, 25-17               |

#### Girone di ritorno
| 14ª giornata - 26 gennaio 2015 PalaResia, Bolzano               | Neruda                 | 3 - 2 | Club Italia     | 28-30, 25-18, 25-17, 24-26, 15-13 |
| 15ª giornata - 31 gennaio 2015 PalaFranzanti, Piacenza          | Piacentina             | 3 - 2 | Neruda          | 21-25, 25-18, 19-25, 30-28, 15-7  |
| 16ª giornata - 8 febbraio 2015 PalaResia, Bolzano               | Neruda                 | 3 - 2 | Libertas Aversa | 18-25, 25-15, 25-18, 22-25, 15-8  |
| 17ª giornata - 15 febbraio 2015 PalaResia, Bolzano              | Neruda                 | 3 - 0 | VolAlto Caserta | 25-19, 25-8, 25-18                |
| 19ª giornata - 8 marzo 2015 Palasport Città di Vicenza, Vicenza | Obiettivo Risarcimento | 1 - 3 | Neruda          | 21-25, 25-19, 16-25, 17-25        |
| 20ª giornata - 10 marzo 2015 PalaResia, Bolzano                 | Neruda                 | 3 - 1 | Soverato        | 25-10, 21-25, 25-18, 25-18        |
| 21ª giornata - 15 marzo 2015 Palazzetto dello Sport, Monza      | Pro Victoria           | 3 - 2 | Neruda          | 21-25, 25-23, 25-22, 23-25, 15-11 |
| 22ª giornata - 24 marzo 2015 PalaResia, Bolzano                 | Neruda                 | 3 - 1 | Hermaea         | 25-22, 22-25, 25-16, 25-16        |
| 23ª giornata - 29 marzo 2015 PalaRavizza, Pavia                 | Pavia                  | 1 - 3 | Neruda          | 25-23, 23-25, 22-25, 23-25        |
| 24ª giornata - 4 aprile 2015 PalaResia, Bolzano                 | Neruda                 | 3 - 0 | Filottrano      | 25-12, 25-23, 25-13               |
| 25ª giornata - 8 aprile 2015 PalaResia, Bolzano                 | Neruda                 | 3 - 2 | Beng Rovigo     | 27-29, 25-22, 22-25, 25-22, 15-8  |
| 26ª giornata - 12 aprile 2015 PalaSanbapolis, Trento            | Trentino Rosa          | 1 - 3 | Neruda          | 25-16, 13-25, 20-25, 18-25        |

### Coppa Italia di Serie A2

#### Fase a eliminazione diretta
| Quarti di finale (andata) - 21 gennaio 2015 PalaRavizza, Pavia  | Pavia         | 3 - 2 | Neruda        | 25-22, 25-18, 23-25, 20-25, 15-13 |
| Quarti di finale (ritorno) - 27 gennaio 2015 PalaResia, Bolzano | Neruda        | 3 - 1 | Pavia         | 25-17, 25-19, 19-25, 25-14        |
| Semifinali (andata) - 4 febbraio 2015 PalaSanbapolis, Trento    | Trentino Rosa | 3 - 2 | Neruda        | 23-25, 25-19, 22-25, 25-21, 15-11 |
| Semifinali (ritorno) - 11 febbraio 2015 PalaResia, Bolzano      | Neruda        | 3 - 1 | Trentino Rosa | 25-21, 21-25, 25-19, 25-17        |
| Finale - 1º marzo 2015 105 Stadium, Rimini                      | Neruda        | 3 - 0 | Beng Rovigo   | 25-23, 25-19, 25-19               |

## Statistiche

### Statistiche di squadra
| Competizione             | Punti | In casa | In casa | In casa | In trasferta | In trasferta | In trasferta | Totale | Totale | Totale |
| Competizione             | Punti | G       | V       | P       | G            | V            | P            | G      | V      | P      |
| ------------------------ | ----- | ------- | ------- | ------- | ------------ | ------------ | ------------ | ------ | ------ | ------ |
| Serie A2                 | 24    | 12      | 12      | 0       | 12           | 9            | 3            | 24     | 21     | 3      |
| Coppa Italia di Serie A2 | -     | 2       | 2       | 0       | 2            | 0            | 2            | 5      | 3      | 2      |
| Totale                   | -     | 14      | 14      | 0       | 14           | 9            | 5            | 29     | 24     | 5      |

G = partite giocate; V = partite vinte; P = partite perse

### Statistiche dei giocatori
| Giocatore     | Serie A2 | Serie A2 | Serie A2 | Serie A2 | Serie A2 | Coppa Italia di Serie A2 | Coppa Italia di Serie A2 | Coppa Italia di Serie A2 | Coppa Italia di Serie A2 | Coppa Italia di Serie A2 | Totale | Totale | Totale | Totale | Totale |
| Giocatore     | P        | PT       | AV       | MV       | BV       | P                        | PT                       | AV                       | MV                       | BV                       | P      | PT     | AV     | MV     | BV     |
| ------------- | -------- | -------- | -------- | -------- | -------- | ------------------------ | ------------------------ | ------------------------ | ------------------------ | ------------------------ | ------ | ------ | ------ | ------ | ------ |
| L. Bacchi     | 23       | 359      | ?        | ?        | ?        | 4                        | 59                       | 49                       | 7                        | 3                        | 27     | 418    | ?      | ?      | ?      |
| S. Bertolini  | 7        | 21       | ?        | ?        | ?        | 1                        | 0                        | 0                        | 0                        | 0                        | 8      | 21     | ?      | ?      | ?      |
| A. Bonafini   | 18       | 4        | ?        | ?        | ?        | 4                        | 1                        | 0                        | 0                        | 1                        | 22     | 5      | ?      | ?      | ?      |
| G. Bresciani  | 19       | 2        | ?        | ?        | ?        | 4                        | -                        | -                        | -                        | -                        | 21     | 2      | ?      | ?      | ?      |
| G. Filipin    | 4        | -        | -        | -        | -        | 0                        | -                        | -                        | -                        | -                        | 4      | -      | -      | -      | -      |
| E. Gabrieli   | 24       | 120      | ?        | ?        | ?        | 5                        | 30                       | 23                       | 8                        | 2                        | 29     | 150    | ?      | ?      | ?      |
| A. Kajalina   | 24       | 316      | ?        | ?        | ?        | 5                        | 71                       | 63                       | 6                        | 2                        | 29     | 387    | ?      | ?      | ?      |
| G. Lualdi     | 5        | 24       | ?        | ?        | ?        | 0                        | 0                        | 0                        | 0                        | 0                        | 5      | 24     | ?      | ?      | ?      |
| L. Möllers    | 24       | 144      | ?        | ?        | ?        | 5                        | 30                       | 14                       | 12                       | 4                        | 29     | 174    | ?      | ?      | ?      |
| V. Papa       | 20       | 251      | ?        | ?        | ?        | 5                        | 65                       | 57                       | 6                        | 2                        | 25     | 316    | ?      | ?      | ?      |
| N. Porzio     | 0        | 0        | 0        | 0        | 0        | -                        | -                        | -                        | -                        | -                        | 0      | 0      | 0      | 0      | 0      |
| V. Repice     | 24       | 267      | ?        | ?        | ?        | 5                        | 55                       | 40                       | 11                       | 4                        | 29     | 322    | ?      | ?      | ?      |
| F. Trevisan   | 16       | 67       | ?        | ?        | ?        | 3                        | 14                       | 13                       | 1                        | 0                        | 19     | 81     | ?      | ?      | ?      |
| T. Veglia     | 8        | 30       | ?        | ?        | ?        | 5                        | 25                       | 12                       | 12                       | 1                        | 13     | 55     | ?      | ?      | ?      |
| K. Waldthaler | 1        | 4        | ?        | ?        | ?        | -                        | -                        | -                        | -                        | -                        | 1      | 4      | ?      | ?      | ?      |

P = presenze; PT = punti totali; AV = attacchi vincenti; MV = muri vincenti; BV = battute vincenti